# کیشلتا
کیشلتا (به مجاری:  Kisléta) یک منطقهٔ مسکونی در مجارستان است که در سابولچ-ساتمار-برگ واقع شده‌است. کیشلتا ۲۲ کیلومتر مربع مساحت و ۱٬۸۹۹ نفر جمعیت دارد.